# Scenery Somewhere
Scenery Somewhere ist ein Musikalbum von Julia Strzalek und Cornelia Nilsson. Die am 3. September 2021 in der ehemaligen Krankenhauskapelle Kapellet, Stockholm, entstandenen Aufnahmen erschienen am 24. Februar 2023 auf FRIM Records.

## Hintergrund
Scenery Somewhere dokumentiert – mit der Länge einer Extended Play – die Duo-Begegnung der in Stockholm lebenden deutschen Altsaxophonistin Julia Strzalek mit der in Kopenhagen lebenden schwedischen Schlagzeugerin Cornelia Nilsson, die kurz zuvor in der neuesten Inkarnation von Mats Gustafssons Fire! Orchestra spielte. Das Album wurde im September 2021 in der ehemaligen Beerdigungskapelle eines Krankenhauses, Kapellet, in Stockholm aufgenommen.

## Titelliste
- Julia Strzalek & Cornelia Nilsson: Scenery Somewhere (FRIM)[2]

1. Scenery Somewhere 27:19

## Rezeption

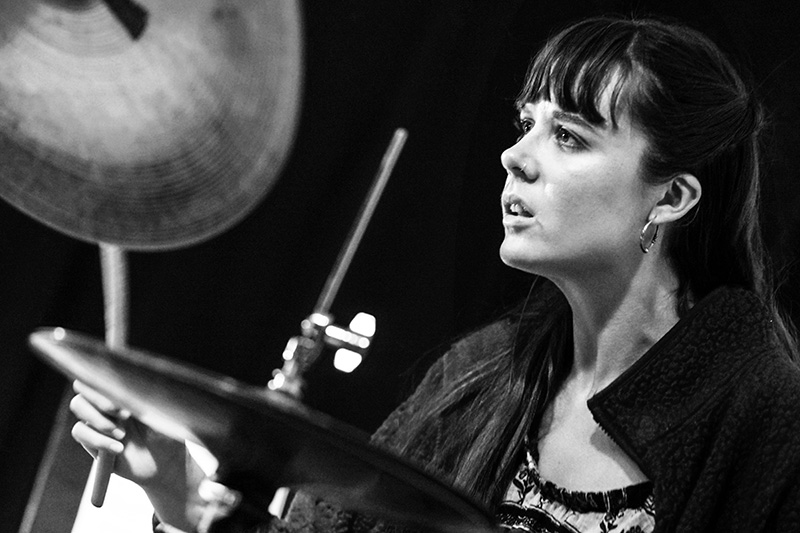
Cornelia Nilsson (2021)

Der Aufnahmeort sei ein symbolischer und magischer Platz für ein freudiges, aber dennoch geerdetes, frei improvisiertes Treffen zweier starker Stimmen, wie der britische Pianist Alexander Hawkins in seinen Liner Notes festgestellt habe, schrieb Eyal Hareuveni (Salt Peanuts). Strzalek und Nilsson würden mit ihrem äußerst kompositorischen Ansatz der freien Improvisation bieten, der aus mitfühlendem und tiefem gegenseitigem Zuhören sowie spielerischem und melodischem Zusammenspiel bestehe. Damit entstehe deren eigene Sicht auf das reiche Erbe des Saxophon-Schlagzeug-Formats. Strzalek und Nilsson hätten sich für eine ruhigere und zurückhaltendere, introspektive und expressionistische Dynamik entschieden und würden sich selten in kraftvolle und feurige Modi stürzen. Dieses kurze und meisterhafte Album, nur 27 Minuten lang, unterstreiche den ausgeprägten Sinn für Orchestrierung und strukturelle Klarheit dieses talentierten Duos. Und wie Hawkins weise bemerkt habe, erzeugten Strzalek und Nilsson „Klänge des Friedens, der Geduld, der Ausgeglichenheit und tatsächlich – die Klänge des Lebens.“
Dies sei musikalisch „eine bedingungslose Begegnung“ gewesen, die mit tiefen Altsaxophon-Tönen von Julia Strzalek beginne, und auf die mit dumpfen und bedrohlich grollenden Trommeln beantwortet werde, lobte Magnus Eriksson in Lira.se. Julia Strzalek oszilliere zwischen nuancierten melodischen Improvisationen und rhythmischem Spiel, und Cornelia Nilsson lasse den rhythmischen Übergang in zarte Melodiefragmente übergehen. So schaffe das Duo einen fruchtbaren Wechsel zwischen Dramatik, Heiterkeit und lyrischer Nachdenklichkeit. Die Übergänge seien nahtlos, als würden die beiden den nächsten Schritt der Anderen aufmerksam belauschen. Die Musik sei ständig in Bewegung. Faszinierend die Kontraste, „wie Schnappschüsse von einem Meeting, bei dem die Launen und Ideen ein seltenes Glücksgefühl ausstrahlen“.